# ان‌جی‌سی ۶۰۲
ان‌جی‌سی ۶۰۲ (انگلیسی: NGC 602) خوشه ستاره‌ای باز جوان و درخشانی است که در ابر ماژلانی کوچک، یکی از کهکشان‌های اقماری راه شیری قرار گرفته‌است. جایگیری ان‌جی‌سی ۶۰۲ در یک سحابی با نام N90 است. تابش و امواج ضربه‌ای ستارگان ان‌جی‌سی ۶۰۲ بسیاری از محیط میان‌ستاره‌ای پیرامون N90 را دور کرده که همین موضوع، باعث شکل‌گیری محیط ستاره‌زایی جدید در تنه‌های فیل‌پیکر این سحابی شده‌است.
این ستارگان، پیش از رشته اصلی، هنوز در غبار پوشانده شده‌اند هر چند، برای سامانهٔ آشکارساز فروسرخ تلسکوپ فضایی اسپیتزر قابل مشاهده هستند. این خوشه از آن جهت برای اخترشناسان و محققان قابل توجه است که در بال ابر ماژلانی و به محاذات پل ماژلانی قرار گرفته‌است. به همین سبب، در حالی که خواص (فعل و انفعال) شیمایی آن باید مشابه سایر قسمت‌های کهکشان باشد، به نسبت منزوی است و مطالعهٔ آن آسان‌تر است. ان‌جی‌سی ۶۰۲ شامل مجموعه‌ای از ستاره‌های جوان ولف-رایه و اجرام ستاره‌ای جوان به همراه تعداد کمی از ستاره‌های تکامل‌یافته‌است. پرتو یونیزه سحابی، تحت سلطهٔ SK 183 است که یک ستارهٔ توالی اصلی O3 بسیار داغ و ایزولهٔ درخشان در مرکز تصویر هابل است. تعدادی کهکشان فراتر دیگر نیز در پس‌زمینهٔ عکس‌های هابل از ان‌جی‌سی ۶۰۲ مشاهده می‌شوند که نمای وسوسه‌انگیز و در عین‌حال عظیم را ایجاد می‌کنند.